# Kōan Ogata
Kōan Ogata (緒方 洪庵, Ogata Kōan) (Okayama, 13 de agosto de 1810 — Edo, 25 de julho de 1863) foi um médico japonês que viveu na era Edo e se distinguiu de outros estudiosos de seu tempo por ser caridoso com os pobres e aceitar a cultura e a ciência ocidental.
Ele é mais conhecido por introduzir conhecimentos da medicina ocidental, rangaku, no Japão durante o seu período isolacionista e por fundar a escola Tekijuku que, posteriormente, foi desenvolvida na Universidade de Osaka, em 1938.
Kōan morreu subitamente em 1810 por sufocamento causado por uma tosse com hemoptise, quando era presidente do centro médico de Edo, atual Tóquio.
Ogata teve dentre seus mestres os grandes Ten'yū Naka e Shindō Tsuboi.

## Tekijuku
Voltando a Osaka, aos 29 anos, Kōan com a ajuda de sua esposa Yae, fundou a sua escola Tekijuku (適塾). Esta escola tinha dois grandes diferenciais: não tinha exames de admissão e aceitava tanto filhos de nobres quanto de camponeses. A escola tinha membros filhos de médicos, samurais e camponeses - feito incrível para o Japão preconceituoso da época.

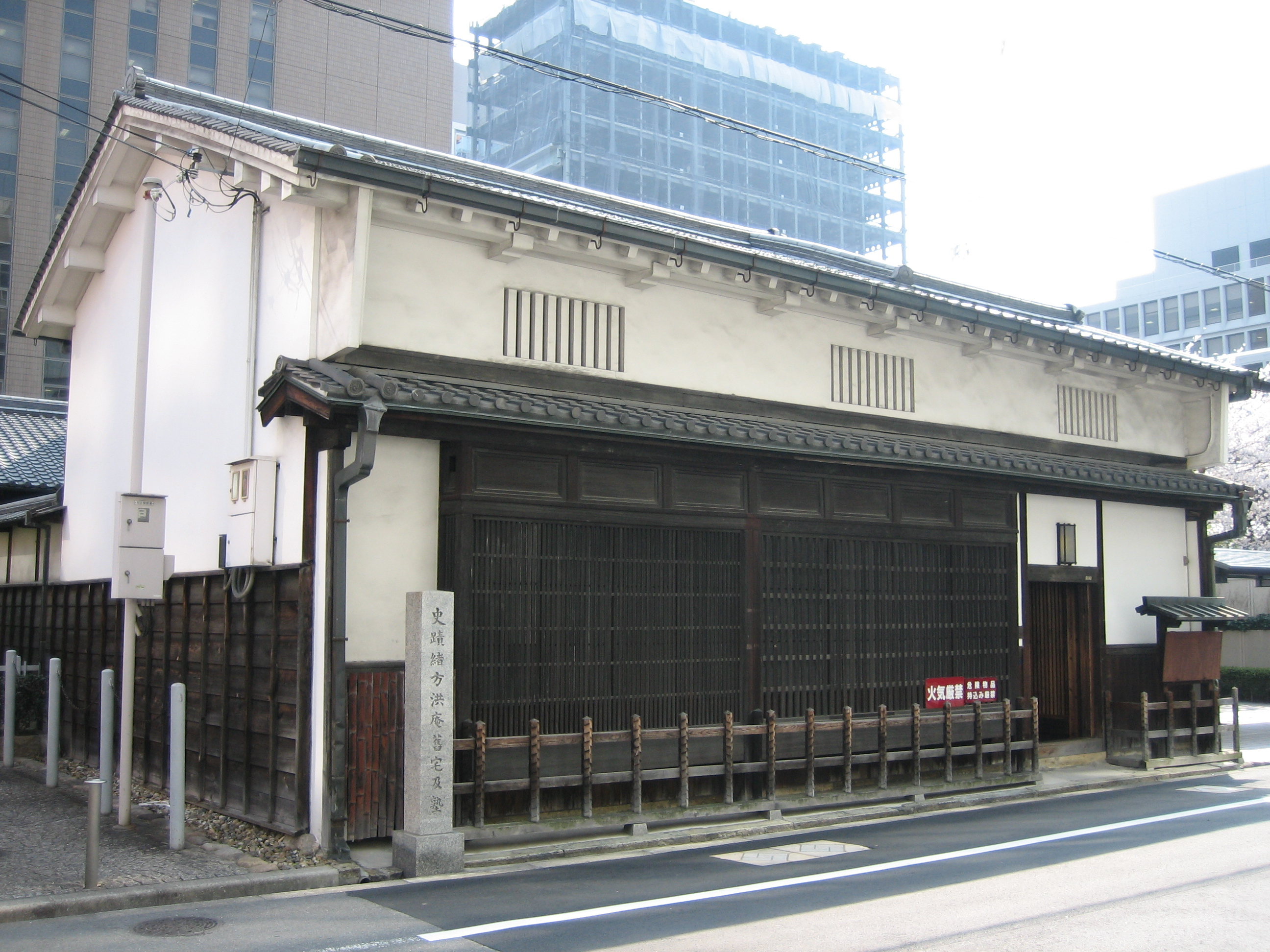
Prédio da Tekijuku, hoje vazio.

O principal 'mandamento' da escola era:
"Um médico deve viver pelas pessoas e não pra si mesmo.
Nunca deve pensar em ser famoso.
Não deve perseguir lucro.
Deve desistir de si mesmo
e só pensar em socorrer as pessoas."
「医者がこの世で生活しているのは人のためであって、自分のためではない。
決して有名になろうと思うな。
また利益を追おうとするな。
ただ自分をすてよ。
そして人を救おうとだけ考えよ。」
Kōan chegou até a declinar o convite de ser médico do Xogun (cargo mais alto de um médico no Japão) para exemplificar o seu mandamento (nunca pensar em ser famoso).
A ética e a bondade da sbedoria de Kōan são admirados até hoje no Japão moderno.

### Alunos famosos
Dentre os alunos da Tekijuku destacam-se: Yukichi Fukuzawa, Masujirō Ōmura, Keisuke Otori, Ayasaburo Takeda e o desenhista de mangá Tezuka Ryōan, antepassado de Osamu Tezuka.

## Livros
Ogata foi o autor do Byogakutsūron (病学通論), o primeiro livro de patologia publicado no Japão.